# 李书章
李书章（1954年—），衡水市阜城县人,1971年入伍，第三军医大学硕士研究生学历，主任医师，教授，博士生导师。。中国人民解放军中将，曾任中央军事委员会后勤保障部副部长。原总后勤部副部长李书章已改任中央军委后勤保障部副部长。

## 生平
曾任第三军医大学副教务长，1999年，任第三军医大学西南医院院长。2004年7月，任中国人民解放军总医院副院长，2009年7月，任解放军总医院院长，2015年，升任中国人民解放军总后勤部副部长，2016年1月，任新成立的中央军事委员会后勤保障部副部长。
2013年，晋升中将军衔。